# 馬特維伊夫卡 (切爾卡瑟區)
49°3′57″N 32°25′54″E / 49.06583°N 32.43167°E
馬特維伊夫卡（羅馬化：Matviivka）是位於烏克蘭中部切爾卡瑟州切爾卡瑟區奇希林市鎮的村莊。該村始建於十七世紀，面積3.36平方公里，海拔高度209米，2001年人口675。